# Cabiro
Cabiro o Cabeiro (en griego Καβειρώ, romanizado: Kabeirṑ) es, en la mitología griega, un personaje vinculado con Hefesto y los Cabiros. A veces es un personaje femenino, a veces masculino. Cabiro es probablemente una ninfa del mar, que vivía en la isla de Lemnos. En un escolio Cabiro corresponde a Deméter. Conjeturalmente Cabiro también podría ser la misma que Idotea, una hija profética de Proteo, conocida en la Odisea como Teónoe.
En otras versiones Cabiro es un personaje masculino. Cicerón, por ejemplo, dice que el tercer Dioniso tiene por padre a Cabiro, y dicen que estuvo como rey al frente de Asia; para él se instauraron las Sabacias. Otros creen que Cabiro fue uno de los primeros seres en nacer, como uno de los autóctonos.

### Estrabón
Según Estrabón, «Acusilao de Argos afirma que de Cabiro y Hefesto nació Cadmilo, y que este fue padre de los tres Cabiros, de los que nacieron las ninfas Cabírides. Ferécides se refiere por una parte a nueve Cirbantes (Coribantes), que serían hijos de Apolo y Retia y que se habrían establecido en Samotracia, y por otra a la unión de Cabiro, hija de Proteo, y Hefesto, de la que nacerían los tres Cabiros y las tres ninfas Cabírides, unos y otras objetos de culto. A los Cabiros se los honra especialmente en Imbros y en Lemnos». Fowler cree que tanto Cabiro como Retia fueron hijas de Proteo y Anquínoe, que Estéfano de Bizancio dice ser una hija del Nilo y madre de Sitón.

### Nono
Nono de Panópolis también nos habla de la ninfa Cabiro. «En primer lugar, desde Lemnos, la de la montaña de ígnea cumbre, la llamada que se convocaba junto a la mística antorcha de Samos, hizo que los dos hijos de Hefesto, los Cabiros, vistieran sus armas. Éstos toman el nombre de la familia de su madre, a quien antaño dio a luz la tracia Cabiro para el herrero celestial. Eran Alconte y Eurimedonte, muy versados en las artes de la fragua». Durante la guerra que sostuvo Dioniso contra los indios, Deríades, el principal antagonista del dios, apostrofa a sus tropas: «Que Cabiro, la lemnia sin velo, llore la muerte de sus dos hijos y que Hefesto el ardiente, arrojando sus tenazas, contemple a Deríades como jinete de los caballos de pies broncíneos».

## Entradas relacionadas
- Lemnos
- Samotracia